# Zach Parker
Zach Parker (* 6. Juni 1994 in Swadlincote, Derbyshire, England) ist ein britischer Boxer im Supermittelgewicht und aktuell ungeschlagen. Er ist Normalausleger und steht bei Sauerland Event unter Vertrag. 
Im Jahre 2015 begann er seine Profikarriere. 
Parker stand dem WBSS-Turnier im Supermittelgewicht als Ersatzmann zur Verfügung.